# Staatsanwaltschaft Duisburg

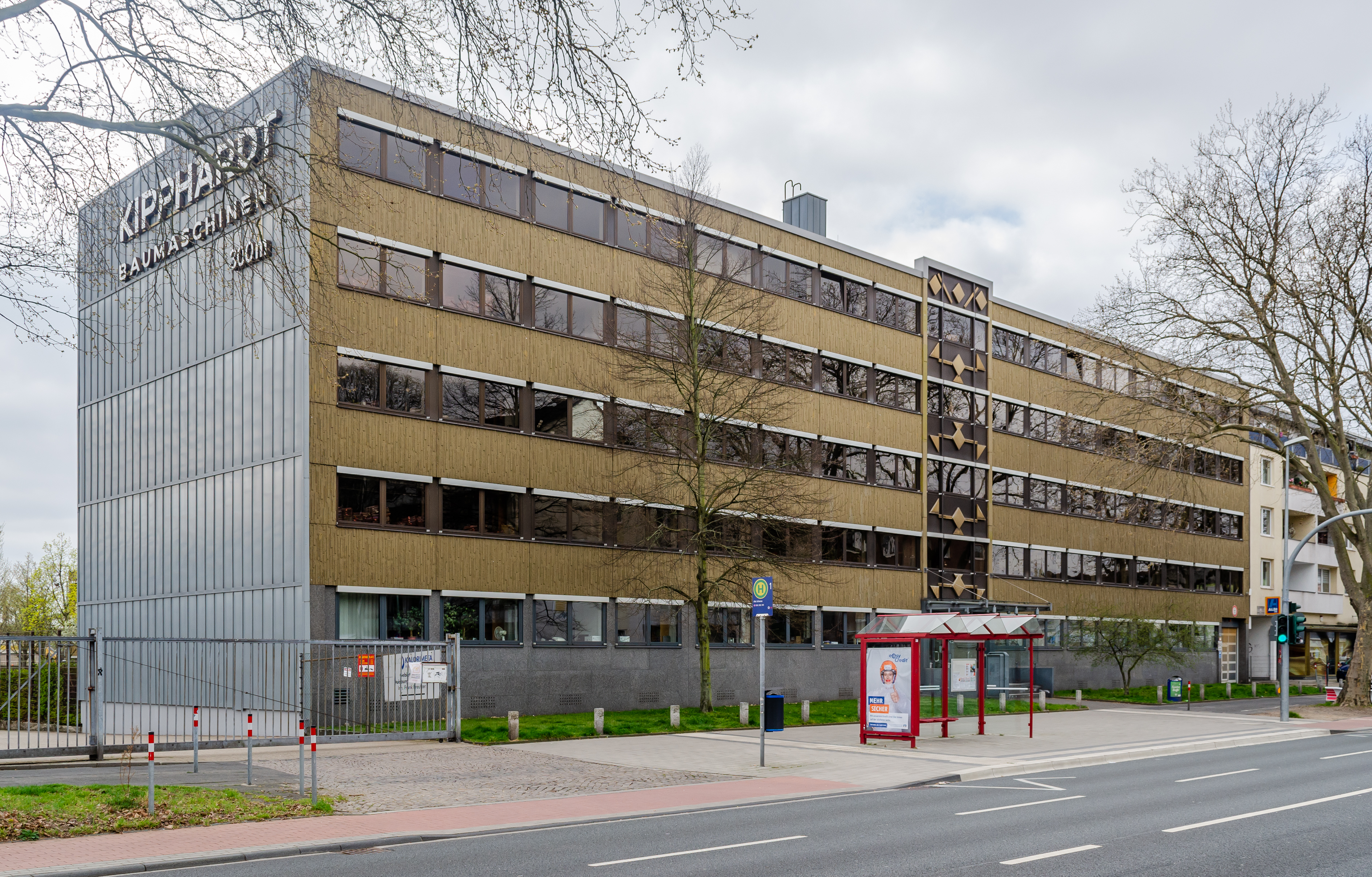
Sitz der Staatsanwaltschaft Duisburg in der Koloniestraße 72, Neudorf-Süd (2021)

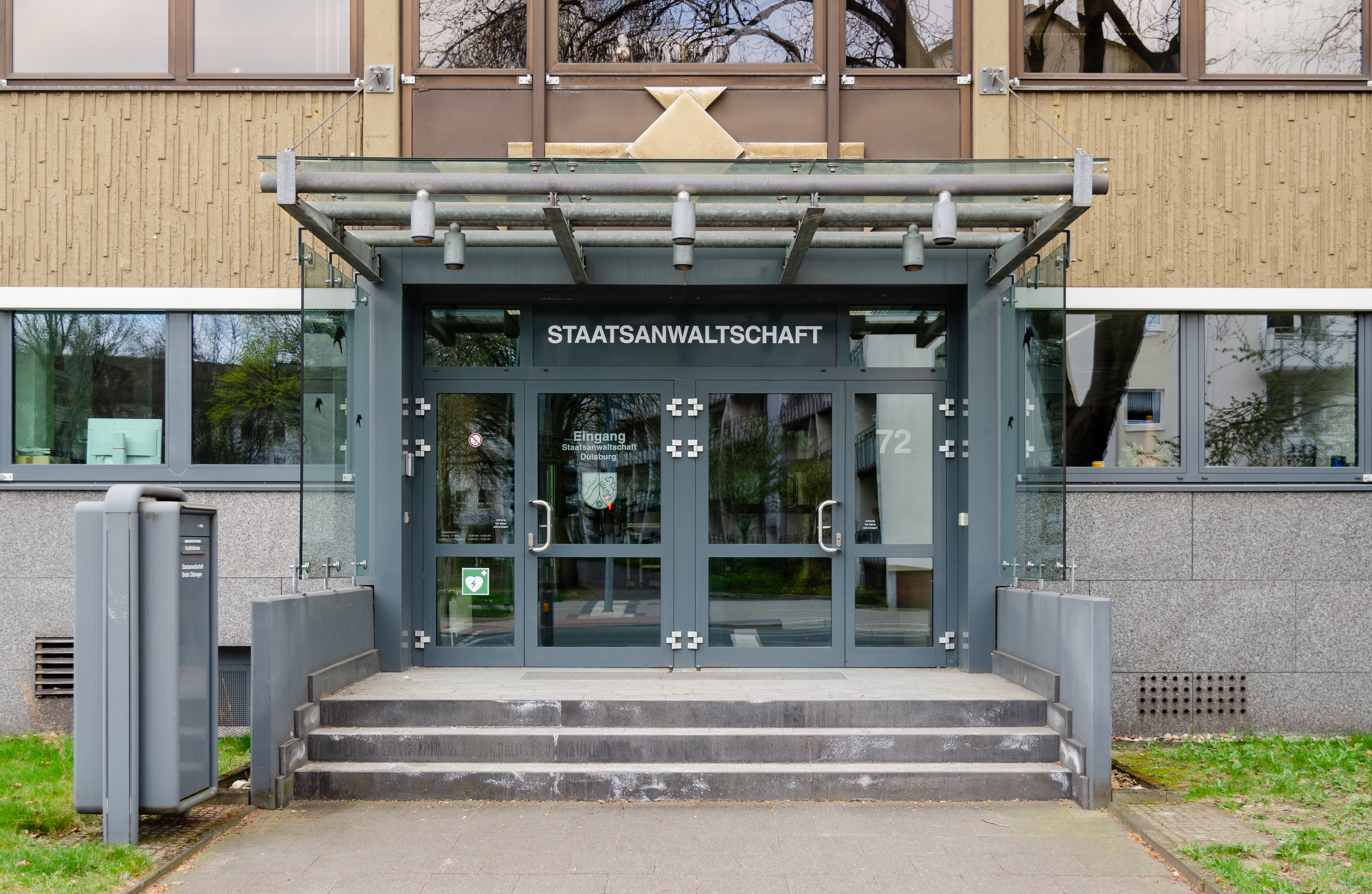
Eingang zur Staatsanwaltschaft (2021)

Die Staatsanwaltschaft Duisburg ist als Strafverfolgungsbehörde zuständig für den Bezirk des Landgerichts Duisburg. Sie beschäftigt ca. 250 Mitarbeiter (darunter 64 Staatsanwälte, 24 Amtsanwälte, 24 Rechtspfleger und 140 Servicekräfte inklusive Justizwachtmeister) in 12 Abteilungen (1a, 1b, 2a, 2b, 3–10).

## Gerichtsbezirk
Die Staatsanwaltschaft Duisburg ist eine von sechs Staatsanwaltschaften im Bezirk der Generalstaatsanwaltschaft Düsseldorf und für folgende politische Gemeinden zuständig:
- Kreisfreie Städte:
  - Duisburg
  - Mülheim an der Ruhr
  - Oberhausen
- Teile Kreis Wesel (rechtsrheinisch):
  - Dinslaken
  - Hamminkeln
  - Hünxe
  - Schermbeck
  - Voerde (Niederrhein)
  - Wesel

Innerhalb der örtlichen Zuständigkeit der Staatsanwaltschaft Duisburg liegen folgende Gerichte:
- Landgericht Duisburg
  - Amtsgericht Dinslaken
  - Amtsgericht Duisburg
  - Amtsgericht Duisburg-Hamborn
  - Amtsgericht Duisburg-Ruhrort
  - Amtsgericht Mülheim an der Ruhr
  - Amtsgericht Oberhausen
  - Amtsgericht Wesel

## Sonderzuständigkeit für Schifffahrtsachen
Die Staatsanwaltschaft Duisburg hat eine Sonderzuständigkeit für Schifffahrtssachen. Rheinschifffahrts- und Schifffahrtsgericht ist das Amtsgericht Duisburg-Ruhrort, welches örtlich zuständig ist für den Rhein von Kilometerpunkt 650,00 bei Bad Honnef-Linz bis zur deutsch-niederländischen Grenze, für den Schifffahrtsweg Rhein-Kleve, für den Rhein-Herne-Kanal vom Rhein bis zum Kilometerpunkt 29,00 nahe der Westgrenze der Stadt Herne, für den Wesel-Datteln-Kanal vom Rhein bis einschließlich des Hafens der Zeche Auguste Victoria und für die Ruhr vom Rhein bis einschließlich dem Wehr am Kemnader See unweit der Stadtgrenze der Stadt Hattingen.
Sachlich zuständig im Hinblick auf Straf- und Bußgeldsachen ist das Gericht und damit die Staatsanwaltschaft Duisburg wegen Taten, die auf oder an den oben genannten Binnenwasserstraßen unter Verletzung von schifffahrtspolizeilichen Vorschriften begangen sind und die nach dem Gerichtsverfassungsgesetz zur Zuständigkeit des Amtsgerichtes gehören.
Der Schwerpunkt liegt bei Umweltdelikten bzw. der strafrechtlichen Beurteilung von Schiffsunfällen und -unglücken.

## Ermittlungsverfahren
Bei den Ermittlungsverfahren ergab sich 2017 im Vergleich zu 2016 ein Rückgang um ca. 5.000 auf 80.300. Gesunken waren die Verfahren im Bereich Wirtschaftsstrafsachen, Jugendkriminalität und bei den Wohnungseinbrüchen. Zugenommen hatten die Ermittlungsverfahren bei Mord und Totschlag von 70 Verfahren 2016 auf 112 Verfahren 2017 sowie die Verfahren im Bereich der Drogenkriminalität.

## Geschichte
Die Staatsanwaltschaft Duisburg geht auf die Staatsanwaltschaft Wesel zurück, die seit 1849 bestand und auch für Duisburg zuständig war. Durch den Bedeutungsgewinn und das Bevölkerungswachstum Duisburgs im Zuge der Industrialisierung des Ruhrgebietes wurde die Staatsanwaltschaft zum 1. Oktober 1874 nach Duisburg verlegt und genau fünf Jahre später das Landgericht Duisburg gegründet. Die Bezeichnung lautet sodann: Königliche Staatsanwaltschaft bei dem Landgericht Duisburg. Aus Platzgründen verließ die Staatsanwaltschaft das Landgerichtsgebäude und ist seit dem 1. März 1977 an der Koloniestraße in Duisburg-Neudorf ansässig.
Eine der bekanntesten Vorgänge in der Zuständigkeit der Staatsanwaltschaft Duisburg war das Unglück bei der Loveparade 2010.
Vom April 2012 bis zum Ablauf des Januar 2021 war Leitender Oberstaatsanwalt Horst Bien der 17. Behördenleiter der Staatsanwaltschaft Duisburg.

## Sonstiges
Zur Bekämpfung von Clan-Kriminalität sind seit 2018 zwei sogenannte Staatsanwälte vor Ort  in Duisburg-Hamborn, einem Kriminalitätsschwerpunkt, im Einsatz. Dadurch soll die Vernetzung mit den Polizeibehörden, aber auch anderer staatlicher Stellen, intensiviert werden. Hintergrund ist, dass in Duisburg etwa 70 der Clan-Kriminalität zugerechnete Familienstrukturen mit etwa 2.800 Personen existieren.